# 에이지 오브 미쏠로지: 티탄의 복수
에이지 오브 미쏠로지: 타이탄의 복수(Age of Mythlogy: The Titans)는 2003년 앙상블 스튜디오에서 개발하고 마이크로소프트에서 유통된 실시간 전략 게임으로, 〈에이지 오브 미쏠로지〉의 확장팩이다. 원본이 없으면 설치할 수 없다. 확장팩에서는 새로운 종족, 새로운 시나리오가 추가되었다.

## 확장팩
추가/변경 사항
- 6가지 새로운 지형 추가
- 한 번 밖에 사용할 수 없었던 신의 힘 연속 사용 가능
- 모든 종족마다 신화시대까지 발전하면〈타이탄 게이트〉를 건설해 타이탄이라는 강력한 거대 유닛을 1기씩만 소환할 수 있다. 타이탄 게이트는 건설도중 파괴되면 다시 지을 수 없으며, 타이탄도 한번 죽으면 부활 시킬 수 없다.
- 영웅시대부터 추가 건설이 가능했던 마을회관이 고전시대에도 건설이 가능해졌다.(아틀란티스 제외)
- 그리스 : 하데스의 가스트라페테스(Gastraphetes), 포세이돈의 헤타이로이(Hetairoi), 제우스의 미르미돈(Myrmidon) 같은 신의 특수유닛이 신화유닛에게 보너스 대미지를 줄 수 있는 업그레이드 추가
- 이집트 : 성직자 유닛이 이집트의 영웅유닛인 파라오처럼 유물 아이템을 들어올릴 수 있는 업그레이드 추가
- 노르웨이 : 도끼 투척병이 공중 유닛에게 보너스 대미지를 줄 수 있는 업그레이드 추가

<아틀란티스> 종족 추가
- 아틀란티스를 중심으로 하는 12가지 새로운 캠페인 추가
- 아틀란티스의 새로운 신(3명의 주신과 9명의 하위신)과 그에 따른 신의 힘, 건물, 인간유닛, 선박유닛, 신화유닛 등장
- 자원 수급 : 당나귀를 끌고 다니는 모습의 일꾼유닛은 자원을 얻을 때 건물에 저장하지 않고 채취하는 자체만으로도 증가되며, 다른 종족과 같이 추가획득 업그레이드를 해줄 수 있다. 그러나 다른 종족의 일꾼에 비해 아틀란티스의 일꾼은 생산시간이 더 길며 자원도 더 들어간다. 아틀란티스는 마을회관으로부터 은총을 얻으며, 더 많은 마을회관을 건설할수록 모이는 은총도 늘어난다.
- 특수한 유닛 : 아틀란티스는 영웅유닛이 따로 존재하지 않고, 인간유닛이 자원을 소비해 영웅유닛으로 변신할 수 있다. 하지만 영웅유닛으로 변신했다 하더라도, 인간유닛 상태에서의 추가피해 상성은 그대로 존재한다. 마을회관에서 자동으로 생산되는 유닛인 ‘오라클’은 공격능력이 없고, 이동하지 않고 제자리에 서 있으면 시야가 점점 증가해 넓은 시야를 확보할 수 있다. 영웅으로 변신하면 유물을 집을 수 있어서 극 초반에 유리하다. 공격력도 생기긴 하지만 데미지가 약하다.

아틀란티스의 주신과 하위신
- 가이아
  - 고전시대의 하위신 : 레토, 오케아노스
  - 영웅시대의 하위신 : 레아, 테이아
  - 신화시대의 하위신 : 아틀라스, 헤카테

- 크로노스
  - 고전시대의 하위신 : 프로메테우스, 레토
  - 영웅시대의 하위신 : 히페리온, 레아
  - 신화시대의 하위신 : 헬리오스, 아틀라스

- 우라누스
  - 고전시대의 하위신 : 오케아노스, 프로메테우스
  - 영웅시대의 하위신 : 테이아, 히페리온
  - 신화시대의 하위신 : 헤카테, 헬리오스

## 익스텐디드 에디션
- 2014년 4월 5일 오리지널과 확장판 티탄의 복수(골든 기프트 포함)의 합본작들을 새로운 엔진을 기반하여 해상도를 높이고 새로운 그래픽 효과와 몇가지 요소를 추가하였고 개선된 비주얼로 리마스터하여 제작된 에이지 오브 미쏠로지 익스텐디드 에디션은 제작자인 앙상블 스튜디오가 아닌 Sky box가 리메이크 했다. 이 게임에서는 스팀에서 구입할 수 있으므로 모든 언어의 자막과 음성은 지원한다(한국 포함).또한 스팀 워크샵이 있으면 온라인 멀티플레이어도 가능할 뿐만 아니라 스팀 도전과제, 트레이딩 카드, 스팀 클라우드 지원하고 트위치TV까지 연동가능하다.